# 孟菲斯 (密西西比州)
孟菲斯（英語：Memphis）曾是位於美國密西西比州德索托縣的村。孟菲斯於2004年併入城鎮沃爾斯。

## 地理
孟菲斯所處的海拔為高於海平面67米（即220英呎），而該地所採用的時區為UTC-6，即北美中部時區（CST）。同時該地設有夏令時間，為UTC-6調快一小時，即UTC-5（CDT）。